# Engenharia de serviços
Engenharia de serviços é uma classificação de atividades e tarefas voltadas para consultoria e assessoria, em processos e serviços empresariais.
Este termo vem sendo amplamente utilizado a partir da década de 1990 entre as empresas que prestam serviços. Agregado a essa atividade os conhecimentos e metodologias advindas da engenharia, que caracteriza grande parte do setor da economia de onde vêm essas empresas.
Exemplos de engenharia de serviços: planejamento estratégico, elaboração de fluxo de caixa do negócio, consultoria em gestão empresarial, análise de cenários, cronograma de atividades, gestão de projetos, etc.
A engenharia de serviços agrega conhecimentos da engenharia econômica, engenharia de valor, administração geral e marketing.